# Nazionale di bob della Repubblica Ceca
La nazionale di bob della Repubblica Ceca è la selezione che rappresenta la Repubblica Ceca nelle competizioni internazionali di bob.
La squadra ha partecipato a otto edizioni dei Giochi olimpici invernali.

## Storia

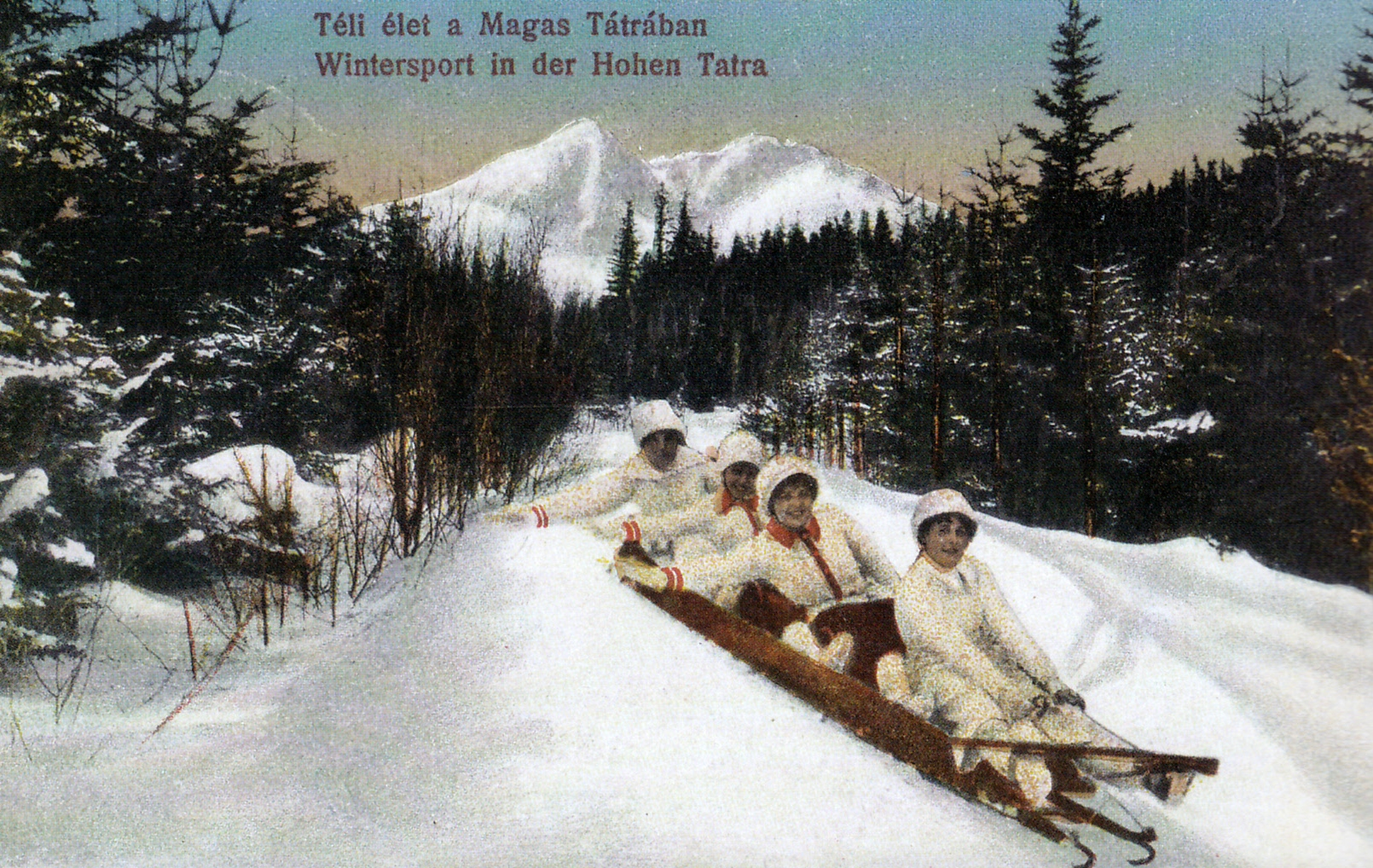
Un gruppo di donne a bordo di un bob sulla pista di Tatranská Lomnica all'inizio del XX secolo.

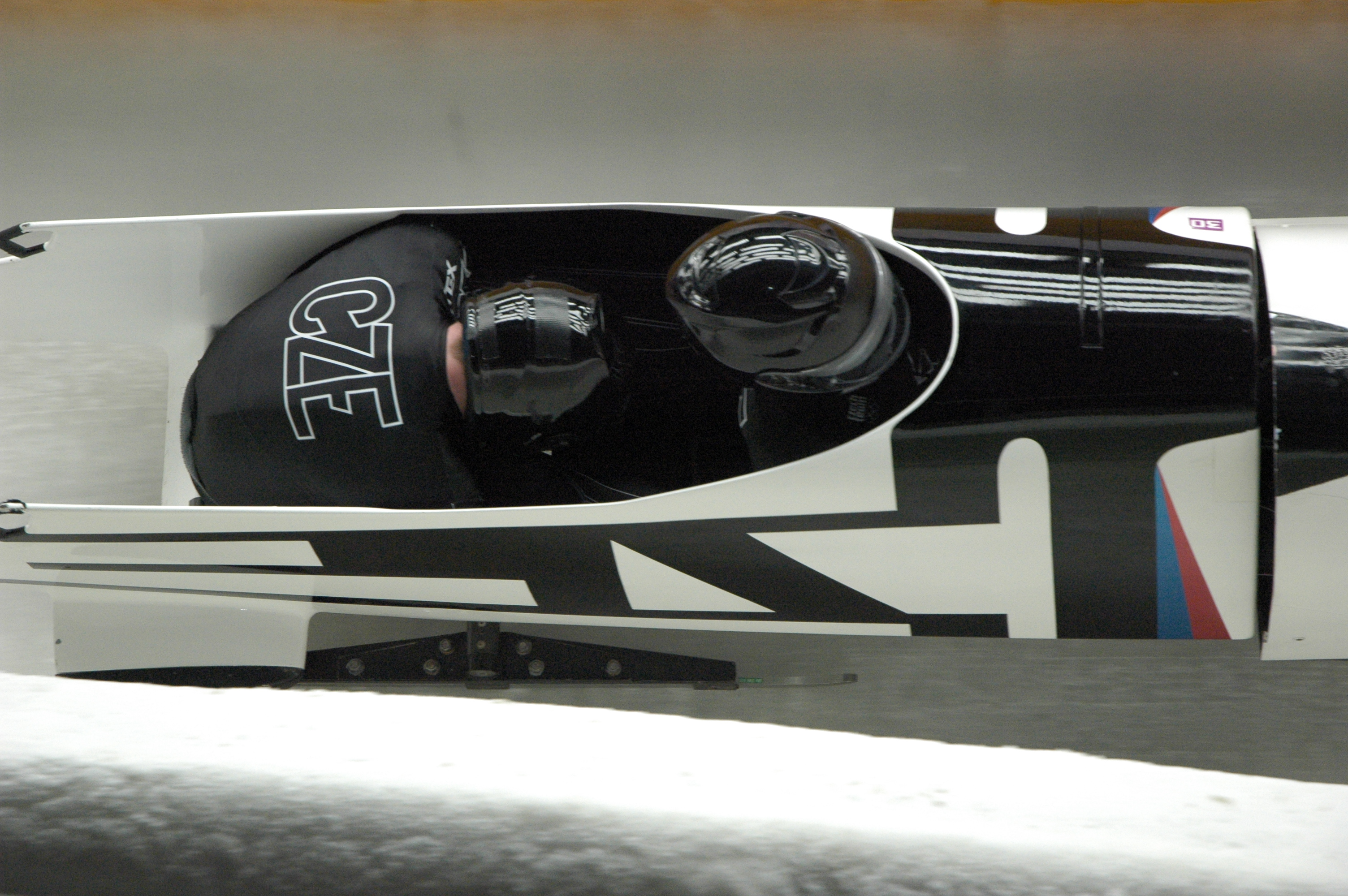
Jan Vrba e Michal Vacek a Soči 2014

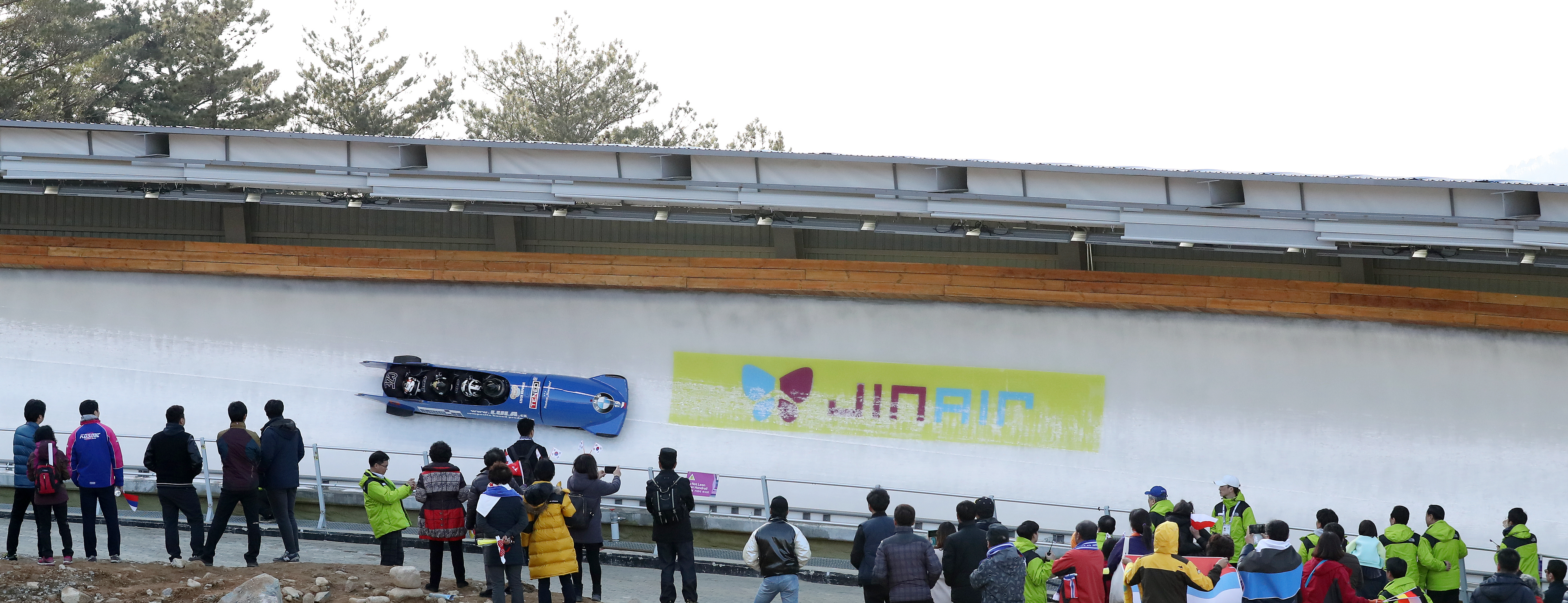
Bob ceco a Pyeongchang nella Coppa del mondo 2017

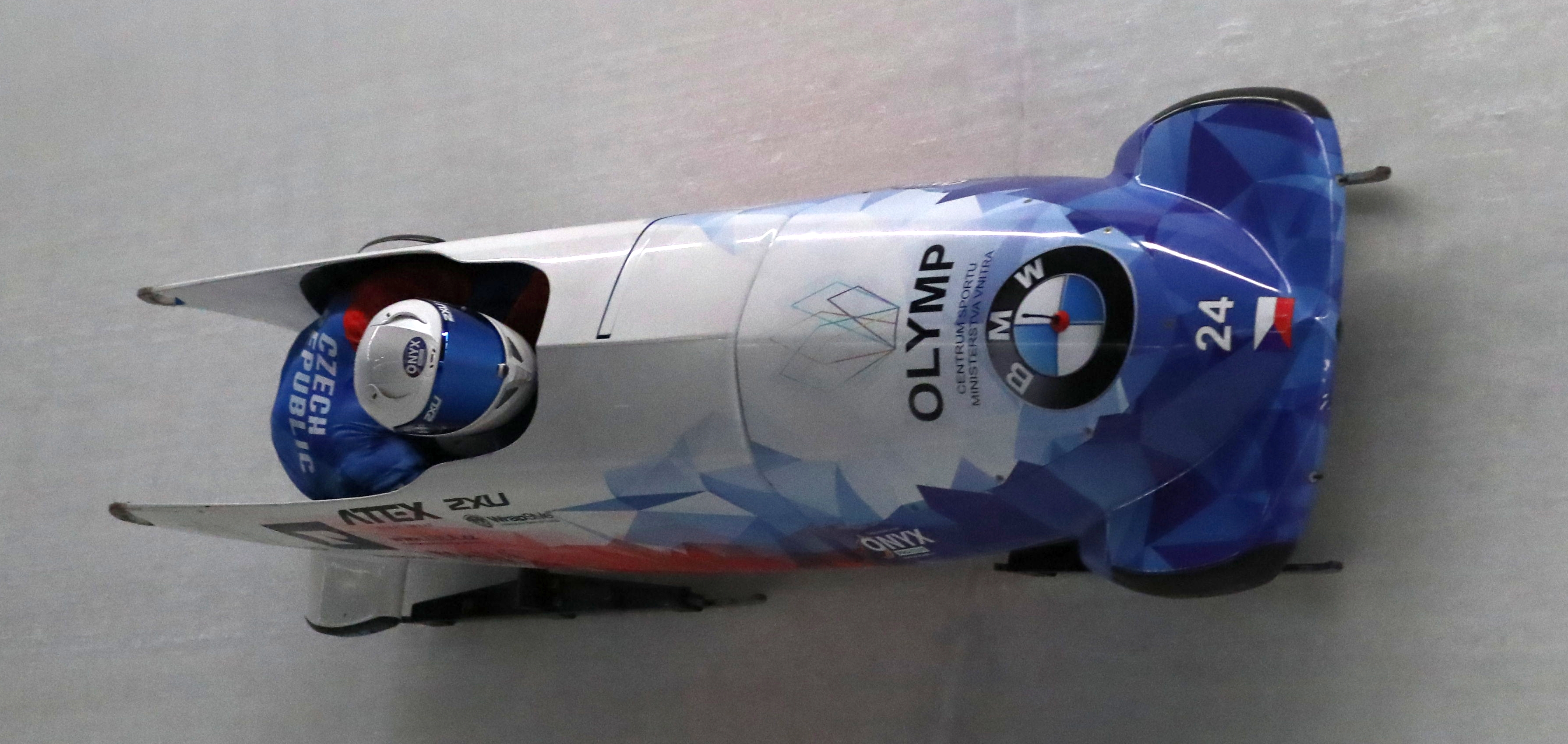
Jakub Nosek e Dominik Dvořák nel 2019

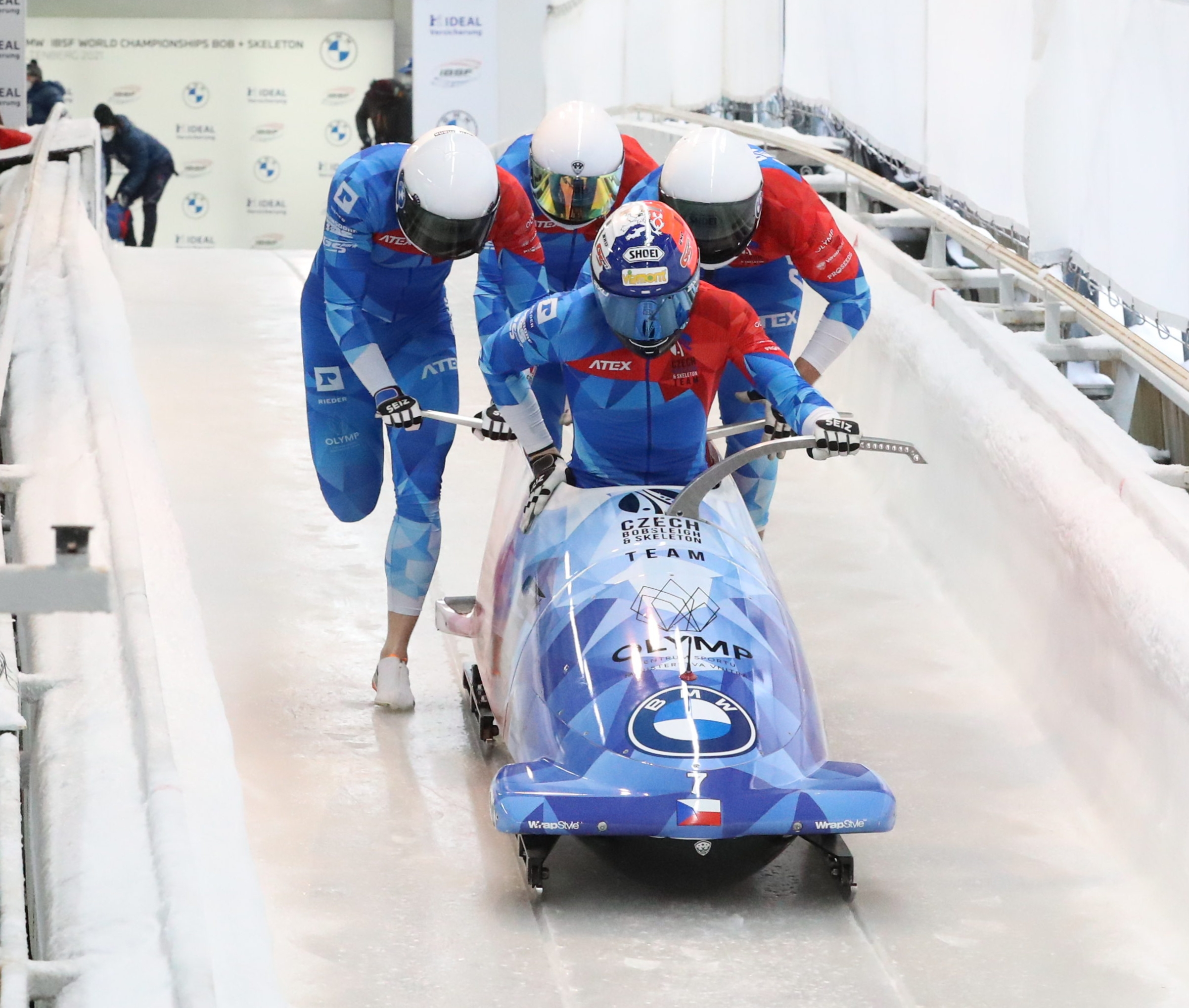
Quartetto ceco ai mondiali di Altenberg 2021

La pratica del bob nel Regno di Boemia risale all'inizio del XX secolo, in particolar modo sui monti Sudeti, nelle località di Aš, Mariánské Lázně, Dubí nei Monti Metalliferi, Jablonec nad Nisou. Anche a Tatranská Lomnica in Slovacchia, dove già nel 1896 venivano organizzate gare improvvisate di slitte e bob, venne realizzata per gli ospiti del Grandhotel Praga tra il 1905 e il 1908 una delle piste più lunghe e moderne d'Europa, lunga circa quattro chilometri e dotata di un impianto di risalita motorizzato per slitte e bob.
Negli anni 1930 i bobbisti cecoslovacchi raggiunsero importanti risultati. Ai Campionati mondiali di bob 1933 a Schreiberhau la coppia Brüme-Heinzel vinse la medaglia d'argento. Il rusultato venne ripetuto ai Campionati mondiali di bob 1935 sulla pista austriaca di Igls, dove Josef Lanzendörfer e Karel Růžička vinsero la medaglia d'argento. In seguito, otto bobbisti cecoslovacchi debuttarono ai Giochi olimpici invernali di Garmisch-Partenkirchen 1936.
Dopo la seconda guerra mondiale, tutte queste piste furono ripristinate e se ne aggiunsero altre. I club di bob furono ricostituiti ad Aš, Mariánské Lázně, Teplice, Tatranská Lomnica, Sokolov e Trnava u Teplic, organizzati sotto l'Associazione sciistica. La squadra partecipò ai Campionati mondiali di bob 1947 con equipaggi autofinanziati di Mariánské Lázně e Teplice. Alle Olimpiadi di Sankt Moritz 1948 gli equipaggi cecoslovacchi del bob a due e a quattro si aggiudicarono entrambi il 14º posto. L'enorme interesse per il bob fece nascere i campionati di bob cecoslovacchi, il primo dei quali si tenne nel 1951 a Dubí, sui Monti Metalliferi. Nello stesso anno si costituì anche un comitato per il bob e lo slittino all'interno della Federazione sciistica e un ulteriore sviluppo e intensificazione delle attività si ebbe dopo la formazione della Sezione centrale di bob e slittino del Comitato statale per l'educazione fisica e lo sport, avvenuta nel 1955, anno in cui vennero organizzate gare di bob durante le Spartachiadi cecoslovacche. Dopo l'unificazione dell'educazione fisica, i bob furono organizzati dalle rispettive unità di educazione fisica. Tuttavia, il bob e lo skeleton erano considerati uno sport borghese per ricchi, non in linea con l'ideale di atleta socialista: per tale motivo le discipline erano relegate nel quarto gruppo delle categorie sportive, quelle che non ricevevano sovvenzioni statali, mentre la pubblicità era praticamente vietata. Gareggiavano pochi appassionati che, senza un allenamento sistematico, partecipavano sempre a diverse gare all'estero ogni anno. Ai Giochi di Innsbruck 1976, Jiří Paulát e Václav Sůva si classificarono al 17º posto nella gara di bob doppio.
Dopo la caduta del comunismo, il 10 maggio 1990 fu fondata l'Associazione ceca indipendente di bob e skeleton, aprendo agli atleti nuove opportunità che portarono al miglioramento delle prestazioni dei bobbisti cechi. Prima della separazione tra Cechia e Slovacchia, la squadra ancora unita riuscì a partecipare alle Olimpiadi di Albertville 1992 giungendo al 25º e 31º posto nel bob a due e al 21º posto con il bob a quattro.
La squadra della neocostituita Repubblica Ceca debuttò ai Giochi di Lillehammer 1994, dove Jiří Džmura e Pavel Polomský conquistarono il settimo posto e nel quadruplo l'equipaggio di Džmura, Puškár, Polomský, Kobián si classificò al 10º posto. Pavel Puškár e Jan Kobián si sono classificati ottavi alle Olimpiadi invernali di Nagano 1998. Negli anni 1990 e nei primi anni 2000, i bobbisti cechi vinsero numerose medaglie ai Campionati mondiali estivi di spinta (Monaco 1993 nel doppio e quadruplo, mentre a Monaco 1998, Potsdam 2003 e Lipsia 2004 con il bob a quattro).
Alle Olimpiadi di Salt Lake City 2002 vi fu il primo derby tra i bobbisti cechi e la neocostituita Nazionale di bob della Slovacchia.
Il più grande successo del bob ceco nella sua storia moderna risale al 2007, quando l'equipaggio di Ivo Danilevič e Roman Gomola vinse la medaglia d'oro ai Campionati europei di bob 2007 a Cortina d'Ampezzo. Ai Campionati mondiali di bob 2008 Ivo Danilevič e Jan Stoklaska ottennero il 6º tempo finale.
Alle Olimpiadi di Vancouver 2010 la Cechia riuscì a qualificare due equipaggi nel bob a due e un bob a quattro.

## Partecipazione ai giochi olimpici invernali

### Bob a quattro uomini
| Anno | Città          | classifica | Composizione |
| ---- | -------------- | ---------- | --- |
| 1994 | Lillehammer    | 10°        | Jiří Džmura, Pavel Puškár, Pavel Polomský, Jan Kobián                                                             |
| 1998 | Nagano         | 13°        | Pavel Puškár, Peter Kondrát, Pavel Polomský, Jan Kobián                                                           |
| 2002 | Salt Lake City | 15°        | Pavel Puškár, Milan Studnička, Peter Kondrát, Ivo Danilevič, Jan Kobián                                           |
| 2006 | Torino         | 14°        | Ivo Danilevič, Radek Řechka, Roman Gomola, Jan Kobián                                                             |
| 2010 | Vancouver      | 12° 16°    | Ivo Danilevič, Jan Kobián, Jan Stokláska, Dominik Suchý Jan Vrba, Martin Bohman, Ondřej Kozlovský, Miloš Veselý   |
| 2014 | Soči           | 14°        | Jan Vrba, Dominik Suchý, Dominik Dvořák, Michal Vacek                                                             |
| 2018 | Pyeongchang    | 21° 24°    | Dominik Dvořák, Jaroslav Kopřiva, Honza Šindelář, Jakub Nosek Jan Vrba, Jan Stokláska, Dominik Suchý, David Egydy |
| 2022 | Pechino        | 21°        | Dominik Dvořák, Honza Šindelář, Jakub Nosek, Dominik Záleský                                                      |

### Bob a due uomini
| Anno | Città          | classifica | Composizione                                          |
| ---- | -------------- | ---------- | ----------------------------------------------------- |
| 1994 | Lillehammer    | 7° 20°     | Jiří Džmura, Pavel Polomský Pavel Puškár, Jan Kobián  |
| 1998 | Nagano         | 8° DNF     | Pavel PuškárJan Kobián Jiří Džmura, Pavel Polomský    |
| 2002 | Salt Lake City | 16° 19°    | Ivo Danilevič, Romano Gomola Jan Kobián, Pavel Puškár |
| 2006 | Torino         | 16° 28°    | Ivo Danilevič, Romano Gomola Miloš Veselý, Jan Kobián |
| 2010 | Vancouver      | 13°        | Ivo Danilevič, Jan Stokláska                          |
| 2014 | Soči           | 22°        | Jan Vrba, Michal Vacek                                |
| 2018 | Pyeongchang    | 17° 23°    | Dominik Dvořák, Jakub Nosek Jan Vrba, Jakub Havlín    |
| 2022 | Pechino        | 15°        | Dominik Dvořák, Jakub Nosek                           |